# Longscale
Der Begriff Longscale (engl.: Langes Maß) wird als Maßangabe und Typenbezeichnung für Musikinstrumente, besonders für E-Bässe benutzt. Er bezeichnet die Mensur der Instrumente. Bei Lauteninstrumenten wie dem E-Bass ist das der Abstand zwischen Sattel und Steg – den beiden Punkten, auf denen die Saiten aufliegen. 
Folgende Längentypen werden verwendet: 
- Shortscale (30 Zoll/762 mm; mitunter auch 30,5 Zoll/775 mm (z. B. Gibson) oder 30,75 Zoll/781 mm (z. B. Hagstrom));
- Mediumscale (32 Zoll/813 mm);
- Longscale (34 Zoll/864 mm);
- Extralongscale (auch Superlongscale, 36 Zoll/914 mm), insbesondere bei Bässen mit tiefer H-Saite.

Am weitesten verbreitet ist das Longscale-Maß. 
Die kürzere Mensur der Shortscale-Bässe und Mediumscale-Bässe führt dazu, dass bei gleicher Stimmung entweder dickere Saiten aufgezogen werden müssen oder die Saiten weniger Spannung haben. In beiden Fällen wirkt sich die Länge des Instrumentenhalses nicht nur auf die Spielbarkeit, sondern auch auf den Klang aus. Grundsätzlich erzeugen dickere Saiten im Verhältnis zur Mensur aufgrund der eingeschränkteren Flexibilität weniger Obertöne, was zu einem dumpferen Klang führt. Dies kann durch Verwendung eines flexibleren Saitenmaterials (zum Beispiel Roundwound-  statt Flatwound-Saiten) teilweise kompensiert werden.
Die Halslänge beeinflusst entsprechend die Länge der Saiten. Da für Longscale-Bässe die größte Auswahl an Saiten zur Verfügung steht, behelfen sich die Benutzer von Shortscale- und Mediumscale-Bässen manchmal damit, dass sie Longscale-Saiten ihrer Wahl für ihren Bass entsprechend kürzen. Dies ist schon aus akustischen Gründen keine optimale Lösung: eine Saite ist vom Hersteller dahingehend optimiert, dass sie bei einer festgelegten optimalen Spannung und bei gegebener Dicke und schwingender Länge einen eindeutig festgelegten Ton erzeugt. Wird die schwingende Länge verkürzt und soll der Ton unverändert bleiben, ohne dass die Saitendicke verändert wird, muss die Spannung nachgelassen werden. Je geringer die Spannung einer Saite ist, desto anfälliger ist sie für Intonationsfehler infolge von kleinen Spannungsänderungen durch ein Verziehen der Saiten mit der Greifhand oder durch verschieden feste Griffweisen. Auch wird es schwieriger, die Oktavreinheit bei Instrumenten mit Bünden für alle Lagen optimal einzustellen. Schließlich verstärkt sich bei zu geringer Saitenspannung auch der Effekt, dass eine Saite in der Einschwingphase oder bei starkem Anschlag (größere Amplitude) etwas höher klingt und die Tonhöhe mit dem Ausschwingen (geringere Amplitude) etwas abnimmt.